# Neural Distributed Ledgers (NDL)
Neural Distributed Ledgers (NDL) es una tecnología que permite añadir cualquier activo digital a un ledger como parte intrínseca del mismo, creando un ledger de nivel superior que habilita el intercambio con otros ledgers de forma transparente, certificada, segura, auditable, escalable y trazable
NDL permite el desarrollo de soluciones basadas o inspiradas en blockchain, aportando control de costes y escalabilidad, manteniendo la descentralización y la seguridad de los ledgers.
Esta tecnología fue desarrollada por Byevolution Creative Factory